# ضريح سيدي حرازم

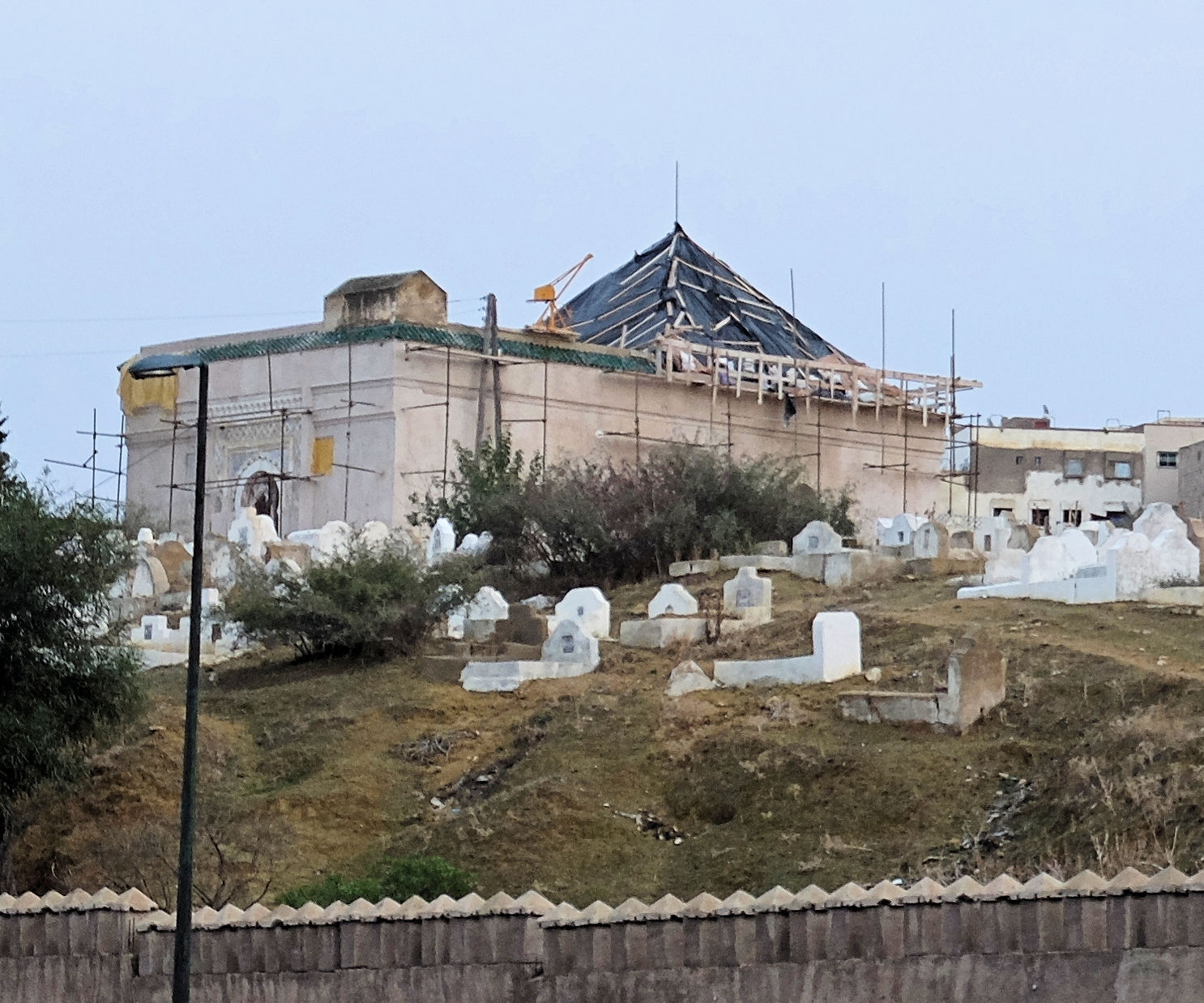
الضريح خلال أعمال الترميم 2014

ضريح سيدي حرازم هو نصب جنائزي إسلامي وضريح لأحد فقهاء الصوفية سيدي علي بن حرازم المتوفي خلال القرن الثاني عشر، يتواجد الضريح في واحدة من أكبر المقابر التاريخية في المدينة وهي مقبرة باب الفتوح في مدينة فاس في المغرب.
تم هدم الضريح القديم وإعادة بنائه من قبل السلطان العلوي محمد بن عبد الله في نهاية القرن الثامن عشر. ويعتبر الضريح من أبرز مباني المقبرة الذي يتميز بسقف هرمي أخضر. دفن فيه أيضا مؤسس الدولة العلوية مولاي رشيد في القرن السابع عشر. يعتبر الضريح مزارا دينيا، وكان قبره تاريخيًا منخرطًا في طقوس وأحداث دينية شعبية أخرى.
في منتصف عام 2010، تم ترميم الضريح ضمن عملية إعادة تأهيل شملت عدة مباني تاريخية في مدينة فاس من قبل وكالة التنمية ورد الاعتبار لمدينة فاس.